# Jerzy Sperka
Jerzy Sperka (ur. 1962) – profesor nauk humanistycznych, polski mediewista, pracownik naukowy Instytutu Historii Wydziału Humanistycznego Uniwersytetu Śląskiego w Katowicach.

## Życiorys
W 1998 uzyskał stopień doktora na podstawie rozprawy Szafrańcowie. Kariera i awans w drugiej połowie XIV i w pierwszej połowie XV wieku. W 2007 habilitował się na podstawie rozprawy Otoczenie Władysława Opolczyka w latach 1370–1401. Studium o elicie władzy w relacjach z monarchą. 
Dyrektor Instytutu Historii Uniwersytetu Śląskiego od 2012 roku. W 2013 został profesorem.
Członek rady redakcyjnej czasopisma naukowego „Slezský sborník”, oraz współredaktor czasopisma "Średniowiecze Polskie i Powszechne".
Członek Komitetu Nauk Historycznych PAN w kadencji 2020–2023.
Członek Rady Narodowego Programu Rozwoju Humanistyki przy Ministerstwie Edukacji i Nauki w latach 2020–2022 r.
Laureat Nagrody im. Augustina Weltzla „Górnośląski Tacyt” w 2023 roku.

## Publikacje
- Szafrańcowie herbu Stary Koń. Z dziejów kariery i awansu w późnośredniowiecznej Polsce, Katowice 2001.
- Wojny Władysława Jagiełły z księciem opolskim Władysławem (1391–1396), Cieszyn 2003; wyd. 2, uzupełnione, Wodzisław Śląski 2011.
- Otoczenie Władysława Opolczyka w latach 1370–1401. Studium o elicie władzy w relacjach z monarchą, Katowice 2006.
- Władysław, książę opolski, wieluński, kujawski, dobrzyński, Pan Rusi, Palatyn Węgier i Namiestnik Polski: (1326/1330-8 lub 18 maja 1401), Kraków 2012; wyd. 2, uzupełnione, Kraków 2016.
- Książęta księżne raciborscy (1290/1291-1521), Kraków 2022.
- Studia z dziejów migracji rycerstwa śląskiego do Królestwa Polskiego (zwłaszcza na Ruś Czerwoną) w XIV-XV wieku, Kraków 2024.